# Kęszyca (stacja kolejowa)
Kęszyca – zlikwidowana stacja towarowa w Kęszycy, w gminie Międzyrzecz, w powiecie międzyrzeckim, w woj. lubuskim, w Polsce. Została otwarta w 1936 roku przez DRG. W 1945 roku nastąpiło jej zamknięcie i likwidacja. Znajdowała się na trasie linii kolejowej z Kęszycy Leśnej do Kęszycy.